# Moritz Poth
Moritz Poth (* 20. Juni 1984 in Aachen, Deutschland) ist ein deutscher Filmeditor.

## Leben
Nach seiner Ausbildung zum Mediengestalter Bild und Ton, die er 2011 abschloss, studierte er an der Filmakademie Baden-Württemberg. 2018 erhielt er sein Diplom mit dem Schwerpunkt Montage/Schnitt. Seitdem ist er als freier Filmeditor tätig.

## Filmografie (Auswahl)
- 2020: Endjährig
- 2021: SOULS
- 2024: Maxton Hall (Fernsehserie, 3 Folgen)
- 2024: Die Chefin (Fernsehserie, Folge 92 und 93)
- 2025: Der Palast (Fernsehserie, 2. Staffel)
- 2025: High Stakes (Fernsehserie)

## Auszeichnungen (Auswahl)
- 2023: Nominierung DAfFNE, Kategorie Filmschnitt für SOULS[1]